# Will Simpson
Will Simpson, född den 9 juni 1959 i Springfield, Illinois, är en amerikansk ryttare.
Han tog OS-guld i lagtävlingen i hoppning i samband med de olympiska ridsporttävlingarna 2008 i Peking.